# 8870 von Zeipel
A 8870 von Zeipel (ideiglenes jelöléssel 1992 EQ11) a Naprendszer kisbolygóövében található aszteroida. Az UESAC program keretében fedezték fel 1992. március 6-án.